# Chồi gốc

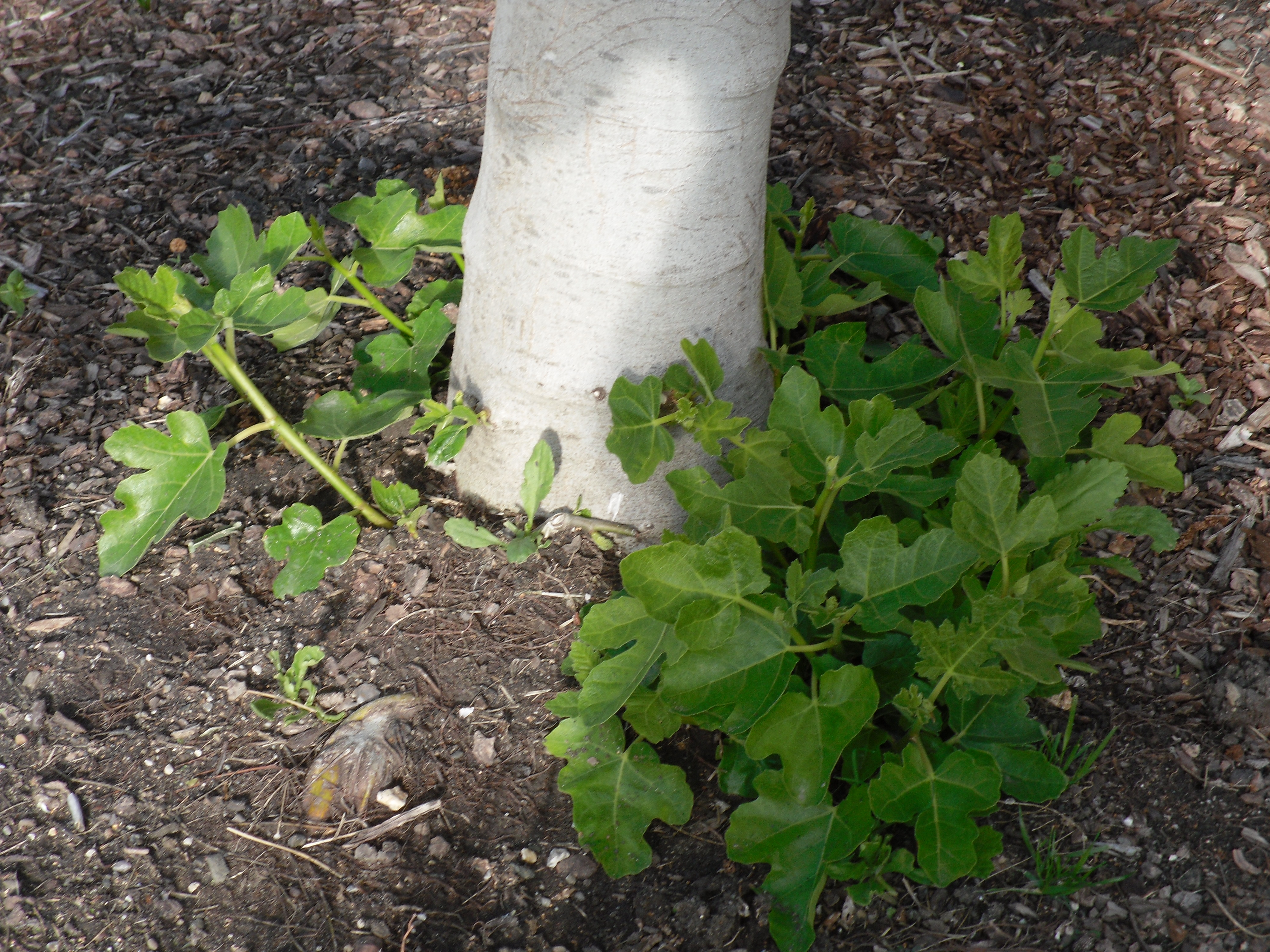
Chồi gốc mọc ra từ gốc cây Sung mỹ (Ficus carica), California, Mỹ

Chồi gốc (tiếng Anhː basal shoots) hay chồi rễ (root sprouts), chồi bất định/chồi phụ (adventitious shoots), chồi/rễ hút (suckers) là những từ chỉ các loại chồi khác nhau mọc từ chồi bất định ở gốc cây hoặc trên rễ cây. Chồi mọc từ gốc cây được gọi là chồi gốc; khác với chồi mọc từ các chồi bất định trên rễ cây được gọi là chồi rễ hoặc chồi hút. Trong tiếng Anh, một loại cây tạo ra chồi rễ được gọi là surculose (có chồi rễ). Các chồi rễ sẽ mọc cách gốc cây hoặc bụi cây một khoảng cách nhất định.
Cần lưu ý một số thuật ngữ có nghĩa gần giốngː (1) Chồi nước (water sprout) là 1 loại chồi khác được tạo ra bởi chồi bất định trên thân, cành của cây gỗ và cây bụi. (2) Thân bồ (stolon) là thân cây mọc trên bề mặt đất hoặc ngay bên dưới mặt đất, hình thành rễ phụ tại các đốt của chúng, các chồi mới cũng mọc ra từ đây. Không phải tất cả thân cây nằm ngang trên đất đều là dạng thân bồ. Trong tiếng Anh, các cây có thân bồ được gọi là "stoloniferous" (có thân bồ), đặc biệt là những loại thân bồ trên mặt đất thường được gọi là "runners". Ngược lại, thân rễ là thân giống rễ có thể mọc theo chiều ngang trên bề mặt đất hoặc theo các hướng khác xuống dưới lòng đất.

## Trong thực vật học và sinh thái học

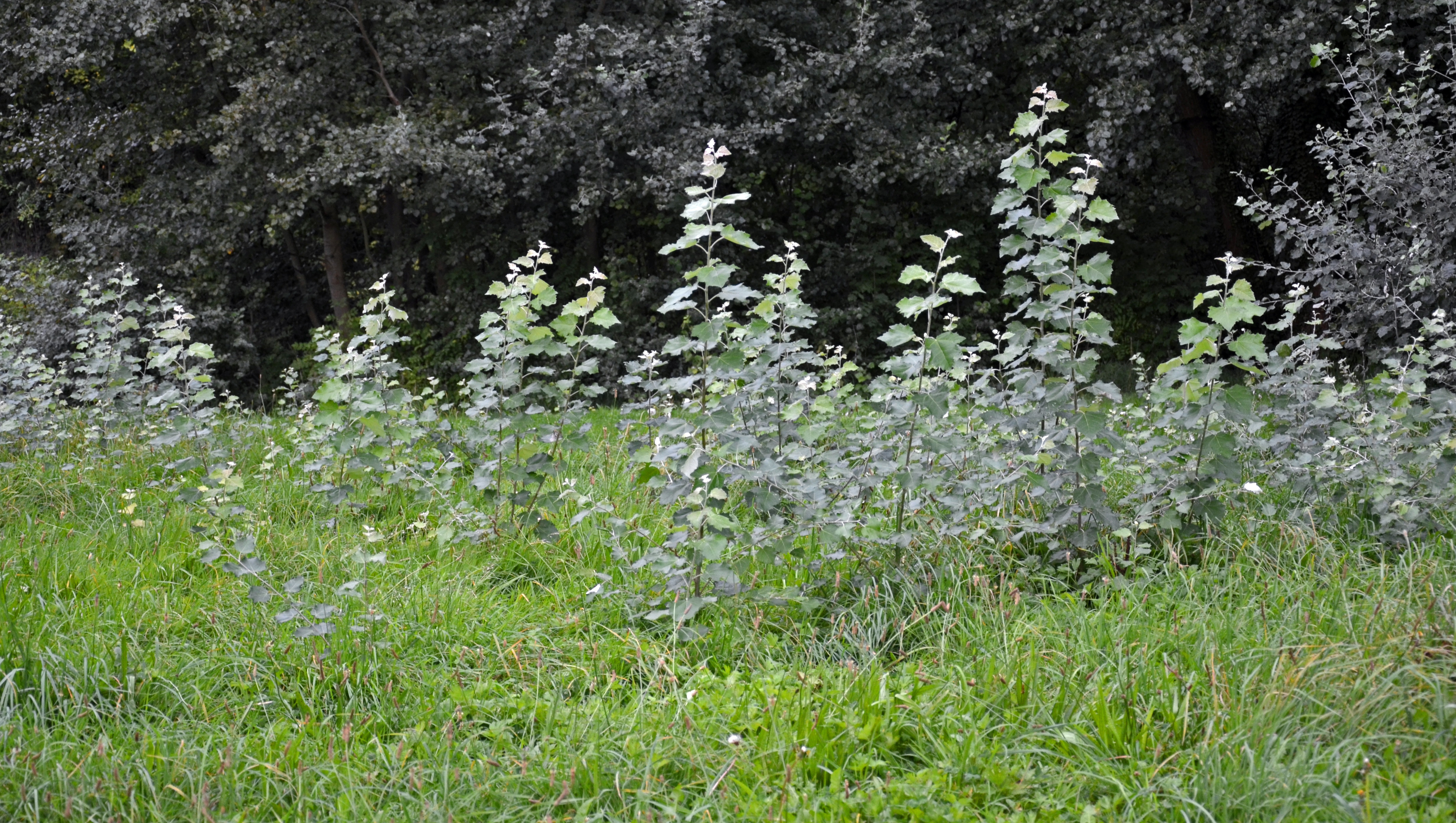
Chồi rễ cây Dương (Populus sp.) mọc dọc theo rễ dưới mặt đất của cây mẹ

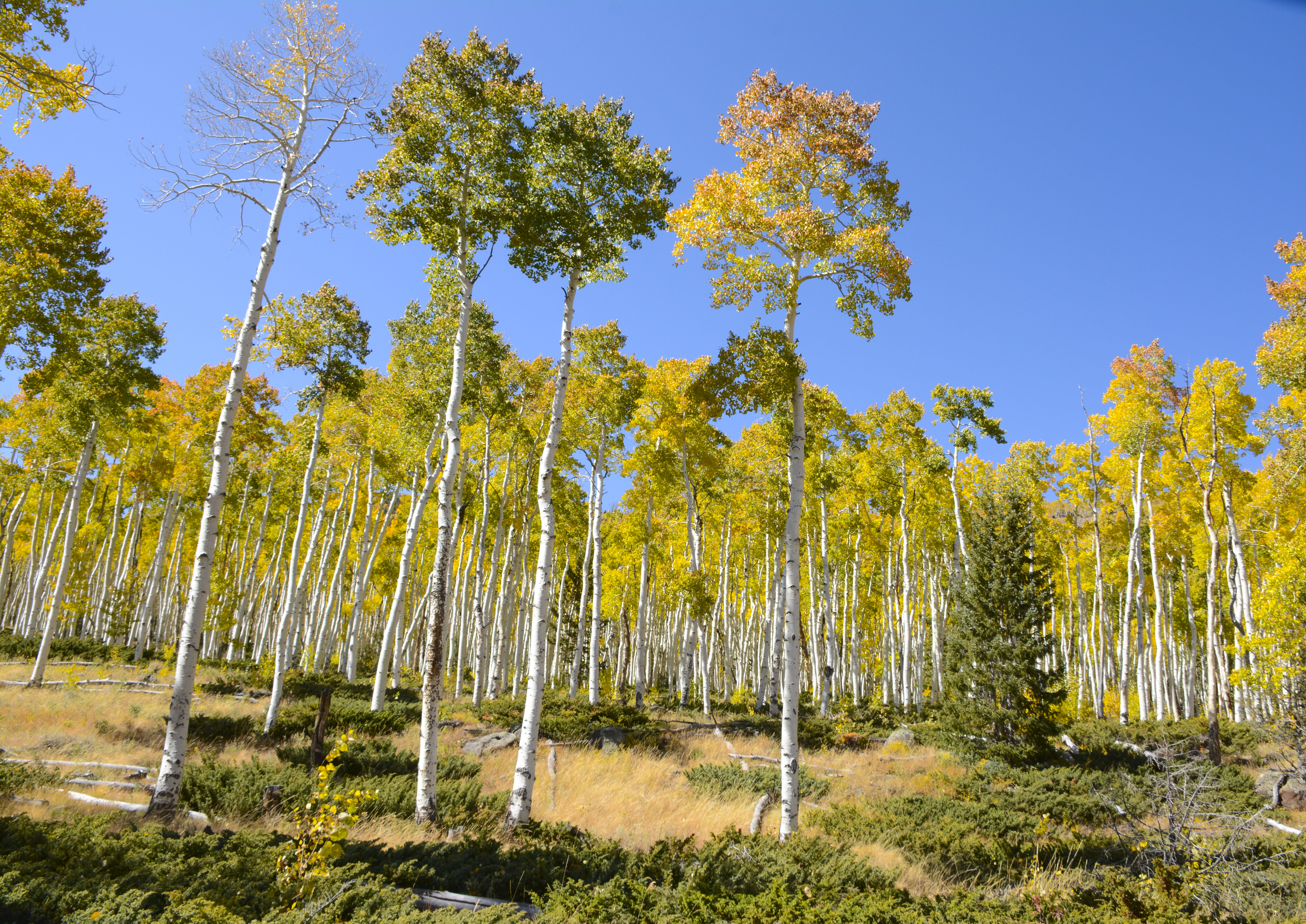
Các cây Dương trong tập đoàn bản sao "Pando" vào mùa thu 2019

Trong thực vật học, chồi gốc là một bộ phận của cây có thể tách rời khỏi cây mẹ, mọc không phải từ hạt mà từ mô phân sinh của rễ, gốc cây hoặc cách gốc cây hoặc bụi cây ban đầu một khoảng cách nhất định. Chồi gốc giúp cây mẹ phát tán sinh dưỡng và có thể tạo thành một mảng thực vật mà cây tạo chồi gốc là loài chiếm ưu thế. Chồi gốc cũng có thể mọc ra từ rễ của những cây đã bị đốn hạ. Chồi gốc thường mọc ra từ gốc, rễ cây (có thể mọc ra từ rễ của những cây đã bị đốn hạ) với khoảng cách gấp 1,5 đến 2 lần chiều cao của chúng, do đó chồi gốc có thể mọc ra cách thân cây một khoảng cách đáng kể.
Chồi gốc là hiện tượng sinh sản vô tính tự nhiên, còn được gọi là sinh sản sinh dưỡng. Tập hợp các cá thể vô tính và cây ban đầu (các cá thể có di truyền duy nhất) tạo thành một tập đoàn bản sao (genet). Cây Dương khổng lồ "Pando" (Populus tremuloides) là một ví dụ điển hình. Mỗi chồi gốc riêng lẻ có bộ gen giống hệt với bộ gen của cây ban đầu. Nhiều loài thực vật sinh sản bằng phương pháp sinh sản sinh dưỡng này, ví dụ như Kế đồng, Anh đào, Táo tây, Ổi, Thủy lạp, Trăn, Tử đinh hương, Xú xuân và Asimina triloba.
Chồi gốc là một dạng vector phát tán cho phép thực vật lan rộng đến các môi trường sống thuận lợi cho sự sinh trưởng và phát triển của chúng. Một số loài, chẳng hạn như Dương và Mận gai tạo ra các chồi gốc có thể lan rộng nhanh chóng, tạo thành thảm thực vật dày. Những loài thực vật này có thể được coi là loài xâm lấn, nhưng chúng cũng có thể dùng để phục hồi các khu vực rừng bị chặt phá do khai thác gỗ, xói mòn hay chăn thả gia súc, cũng có thể được trồng để ổn định đất và sau đó được thay thế tự nhiên bằng các loài không tiên phong ở những địa điểm nhân tạo (công viên, bờ hồ chứa nước,...). Những loài thực vật này tạo thành những vùng râm mát, nơi các loài mới có thể đến phát triển và dần thay thế chúng.

## Trong nông nghiệp
Có thể sử dụng chồi rễ và chồi gốc để nhân giống sinh dưỡng cây thân gỗ. Nông dân đào hoặc cắt rời một rễ lớn, khỏe, đủ tuổi, trên rễ vẫn giữ lại một số rễ con để nhân giống chồi rễ. Đối với chồi gốc, nông dân cắt hệ chồi gần bề mặt đất và phủ đất lên trên vết cắt, tại các vết cắt sẽ hình thành chồi gốc và rễ mới. Khi chồi gốc đủ lớn có thể cắt ra để tạo thành nhiều cây con đủ rễ. Kỹ thuật này được đặc biệt sử dụng để nhân giống sinh dưỡng gốc ghép cho cây Táo tây.